# Живи і люби
«Живи і люби» — другий студійний альбом українського гурту «Kozak System», представлений 27 березня 2015 року.

## Список композицій
| #     | Назва                                       | Автор слів         | Автор музики | Тривалість |
| ----- | ------------------------------------------- | ------------------ | ------------ | ---------- |
| 1.    | «Живи і люби»                               | Юрко Іздрик        | Kozak System | 3:48       |
| 2.    | «Не було і от»                              | Юрко Іздрик        | Kozak System | 3:59       |
| 3.    | «Криза С.В.»                                | Артем Полежака     | Kozak System | 3:21       |
| 4.    | «Коли вона»                                 | Сергій Жадан       | Kozak System | 4:31       |
| 5.    | «Битим склом (feat. Ельвіра Сарихаліл)»     | Сашко Положинський | Kozak System | 5:31       |
| 6.    | «Сни ранньої весни»                         | Дмитро Лазуткін    | Kozak System | 3:53       |
| 7.    | «Читати тебе»                               | Артем Полежака     | Kozak System | 3:17       |
| 8.    | «Мамо, нащо?! (feat. «СНЕЙК»)»              | народні / «СНЕЙК»  | Kozak System | 3:47       |
| 9.    | «Зродилися терки (feat. Мар’яна Садовська)» | Народні            | Kozak System | 5:36       |
| 10.   | «Колискова»                                 | Олег «Мох» Гнатів  | Kozak System | 3:52       |
| 11.   | «Наш маніфест»                              | Сергій Соловій     | Kozak System | 2:49       |
| 44:24 |                                             |                    |              |            |

## Учасники запису
- Іван Леньо — вокал, акордеон, клавішні;
- Олександр Дем'яненко — гітара, мандоліна, вокал;
- Володимир Шерстюк — бас-гітара, вокал;
- Сергій Борисенко — барабани;
- Сергій Соловій — труба;
- Олександр Чаркін — тромбон.